# Brachysiderus goyanus
Brachysiderus goyanus är en skalbaggsart som beskrevs av Ohaus 1930. Brachysiderus goyanus ingår i släktet Brachysiderus och familjen Dynastidae. Inga underarter finns listade.